# Amber Pacific
Amber Pacific es una banda procedente de Seattle, Washington, formada en 2002 por Matt Young, Will Nutter, Justin Westcott, Tyler Peerson y Blake Evans. La banda combina el pop punk con el rock alternativo, logrando una fórmula similar a la de grupos como Matchbook Romance o Hawthorne Heights, con quienes ha compartido cartel en festivales como el Take Action Tour (creado por la discográfica de la banda, Hopeless Records, y Sub City Records). También son unos habituales del Warped Tour, donde han participado consecutivamente desde 2004 hasta 2007.

## Historia
La banda comenzó como un trío de música en el instituto bajo el nombre de Follow Through. Deciden aumentar su formación para lograr el quinteto.
Reciben una oferta de Hopeless casi al mismo tiempo que Blake Evans, su baterista original, deja la banda siendo sustituido por Dango, un joven procedente de Nashville; y Greg Strong sustituye a Tyler Peerson en el bajo. En enero de 2004 la banda firma por Hopeless y cambia su nombre por el actual de Amber Pacific. Greg recuerda que "estuvimos unos cuatro meses intentando encontrar un nombre adecuado para la banda y ninguno era bueno. Un día estuve despierto hasta las 2:00 de la madrugada y pensé 50 nombres para la banda. Pero Will (Nutter, el guitarrista) dijo que le gustaba la palabra 'amber' y que le gustaba 'pacific'. Así que fue como, ¿por qué no juntamos las dos palabras?".
Lanzan en mayo de 2004 su primer EP, Fading Days, y realizan una gira por la costa oeste. Pocos días después se les presenta la oportunidad de tocar en el festival más importante de música alternativa de Estados Unidos, el veraniego Vans Warped Tour. Greg reconoce que les están muy agradecidos al festival porque "nos hizo ser la banda que somos hoy en día. El 75% de nuestros fans los hicimos en el Warped porque estábamos todo el día ahí fuera con ellos, trabajando 14 horas diarias. Cuando terminó, nosotros mismos nos pusimos a venderles a los chavales nuestros CD".
Justo un año después, la banda lanza su primer larga duración, The Possibility and the Promise, que incluía su éxito "Save Me from Me". Aún en 2005, la banda sufre otra baja, Justin Westcott su guitarrista. Fue sustituido por Ben Harper, que venía de la banda Yellowcard. Comienza a grabar el segundo álbum, Truth in Sincerity, pero abandona la banda y es reemplazado por Rick Hanson. El disco consigue el puesto 64 del Billboard americano.
Han colaborado en varias bandas sonoras de videojuegos y películas, lo que les proporcionó cierta fama en el mundo de la música alternativa. Aparecieron en el videojuego Burnout 3: Takedown y en la película TMNT, Tortugas Ninja Jóvenes Mutantes.
Recientemente, el vocalista Matt Young Dejó Amber Pacific para seguir una carrera en la educación pública. Desde entonces, han encontrado un nuevo vocalista, Jesse Cottam, que se ha anunciado en el MySpace de la banda. Jesse fue el principal vocalista de la banda canadiense Sevens Angel y también fue un contendiente en Canadá Idol. Al mismo tiempo Davy Rispoli se unió oficialmente a la banda (véase Amber Pacific myspace) También se ha dicho que su tercer disco debe ser puesto en libertad a principios de 2009.
El 27 de enero de 2009, la banda subió tres nuevas canciones a su página oficial de MySpace, que muestra Jesse Cottam como su nuevo cantante. 
El 25 de febrero de 2009, Amber Pacific liberó en iTunes un EP con tres de sus nuevas canciones con Jesse Cottam, "The Good Life", "Don't Let It Fall Through", y "The Right Place At The Wrong Time".

## Miembros

### Actuales
- Jesse Cottam - Vocalista (2008–presente)
- Will Nutter - guitarra, coros, teclados (2002 – presente)
- Greg Strong - bajo (2003 – presente)
- Dango - batería (2004 – presente)
- Davy Rispoli - guitarra (2008 – presente)

### En el pasado
- Matt Young - Vocalista (2002–2008) El Último Show fue Tocado el 16 de mayo de 2008.
- Justin Westcott - guitarra (2002 – 2005)
- Ben Harper - guitarra (2006) (antiguamente en Yellowcard)
- Tyler Peerson - bajo (2002 – 2003)
- Blake Evans - batería (2002 – 2004)
- Rick Hanson - guitarra (2007 – )

## Discografía

### Álbumes de estudio
- The Possibility and the Promise (24 de mayo de 2005)
- Truth in Sincerity (22 de mayo de 2007)
- Virtues (13 de abril de 2010)
- The Turn  (2 de septiembre de 2014)

### EP
- Fading Days (2004)
- Acoustic Sessions (2006)
- Acoustic Connect Sets (2008)
- Amber Pacific (2009)

### Compilaciones
- Vans Warped Tour 2004 (Disc 2, Track 24 - Thoughts Before Me)
- Vans Warped Tour 2005 (Disc 1, Track 14 - "Gone So Young")
- Vans Warped Tour 2007 (Disc 1, Track 13 - "Summer (In B)")
- Punk Goes 80s (Track 15 - "Video Killed The Radio Star")
- Hopelessly Devoted to You Vol. 5 (Disc 1, Track 2 - "Always You"; Track 10 - "Leaving What You Wanted")
- Hopelessly Devoted to You Vol. 6 (Disc 1, Track 1 - "Gone So Young"; Track 14 - "Poetically Pathetic" (Acoustic);Disc 2, Track 21 - "Always You")
- Take Action! Volume 5 (Disc 1, Track 7 - "Poetically Pathetic")

### Soundtracks
- Burnout 3: Takedown Soundtrack (Always You)
- Flicka TV Spot - "Gone So Young"
- TMNT (2007 film) Soundtrack - "Fall Back Into My Life"